# Karpîlivka, Kiverți
Karpîlivka (în ucraineană Карпилівка) este o comună în raionul Kiverți, regiunea Volînia, Ucraina, formată numai din satul de reședință.

## Demografie
Componența lingvistică a satului Karpîlivka
     Ucraineană (99,88%)
     Alte limbi (0,12%)
Conform recensământului din 2001, majoritatea populației satului Karpîlivka era vorbitoare de ucraineană (99,88%), existând în minoritate și vorbitori de alte limbi.